# Distretto di Ratnapura
Il distretto di Ratnapura è un distretto dello Sri Lanka, situato nella provincia Sabaragamuwa e che ha come capoluogo Ratnapura.